# Ɨ̨̀
Cette page contient des caractères spéciaux ou non latins. S’ils s’affichent mal (▯, ?, etc.), consultez la page d’aide Unicode.
Ɨ̨̀ (minuscule : ɨ̨̀), appelé I barré accent grave ogonek, est un graphème utilisé dans certaines transcriptions phonétiques, notamment dans la transcription du towa. Il s’agit de la lettre I diacritée d’une barre inscrite, d’un accent grave et d'une ogonek.

## Utilisation
En towa, certains auteurs utilisent ‹ ɨ̨̀ › pour noter un ‹ ɨ › nasalisé avec un ton moyen, par exemple dans nǫ̂pį̀yɨ̨̀·, « enseigner (perfectif) ».

## Représentations informatiques
Le I barré accent grave ogonek peut être représenté avec les caractères Unicode suivants :
- décomposé et normalisé NFD (latin étendu B, alphabet phonétique international, diacritiques) :

| formes    | représentations | chaînes de caractères | points de code       | descriptions                                                                |
| --------- | --------------- | --------------------- | -------------------- | --------------------------------------------------------------------------- |
| capitale  | Ɨ̨̀               | Ɨ◌̨◌̀                   | U+0197 U+0328 U+0300 | lettre majuscule latine i barré diacritique ogonek diacritique accent grave |
| minuscule | ɨ̨̀               | ɨ◌̨◌̀                   | U+0268 U+0328 U+0300 | lettre minuscule latine i barré diacritique ogonek diacritique accent grave |

## Sources
- (en) Yukihiro Yumitani, A Phonology and morphology of Jemez Towa, University of Kansas, 1998